# Anguillospora marina
Anguillospora marina är en svampart som beskrevs av Nakagiri & Tubaki 1983. Anguillospora marina ingår i släktet Anguillospora, ordningen Pleosporales, klassen Dothideomycetes, divisionen sporsäcksvampar och riket svampar.   Inga underarter finns listade i Catalogue of Life.